# Wes Moore
Westley Watende Omari Moore (* 15. října 1978 Takoma Park, Maryland) je americký politik, spisovatel, veterán a člen Demokratické strany, od ledna 2023 guvernér Marylandu.
Po studiu pracoval mimo jiné jako investiční bankéř. V roce 2010 založil televizní společnost. V roce 2014 se pak stal zakladatelem společnosti, která pomáhala absolventům středních škol s nástupem na vysokou školu. V letech 2017 až 2021 byl ředitelem charitativní organizace. Napsal rovněž několik knih. V prezidentských volbách v roce 2008 podpořil Baracka Obamu. V roce 2022 byl zvolen guvernérem Marylandu poté, co se ziskem téměř 65 % hlasů porazil kandidáta Republikánské strany Dana Coxe. 
Od roku 2007 je ženatý, má dvě děti.